# Akutagawa-Preis
Der Akutagawa-Preis (japanisch 芥川龍之介賞 Akutagawa Ryūnosuke shō, kurz 芥川賞 Akutagawa shō) ist die bedeutendste Auszeichnung für japanischsprachige Autoren. Der von Kikuchi Kan zu Ehren des japanischen Schriftstellers Akutagawa Ryūnosuke gestiftete Preis wird seit 1935, mit einer Unterbrechung von 1945 bis 1949, halbjährlich im Juli und im folgenden Januar verliehen, ist mit 1 Million Yen dotiert und hat für die japanische Literatur die gleiche Bedeutung wie etwa der Prix Goncourt für die französische Literatur.

## Liste der Preisträger
| #   | Jahr | Hj. | Autor                         | Werk                                                                       |
| --- | ---- | --- | ----------------------------- | -------------------------------------------------------------------------- |
| 01  | 1935 | 1   | Ishikawa Tatsuzō              | Sōbō (蒼氓)                                                                |
| 02  | 1935 | 2   | nicht vergeben                | nicht vergeben                                                             |
| 03  | 1936 | 1   | Oda Takeo                     | Jōgai (城外)                                                               |
| 03  | 1936 | 1   | Tsuruta Tomoya                | Koshamain ki (コシャマイン記)                                              |
| 04  | 1936 | 2   | Ishikawa Jun                  | Fugen (普賢)                                                               |
| 04  | 1936 | 2   | Tomisawa Uio                  | Chichūkai (地中海)                                                         |
| 05  | 1937 | 1   | Ozaki Kazuo                   | Nonki megane (暢気眼鏡)                                                    |
| 06  | 1937 | 2   | Hino Ashihei                  | Funnyōtan (糞尿譚)                                                         |
| 07  | 1938 | 1   | Nakayama Gishū                | Atsumonozaki (厚物咲)                                                      |
| 08  | 1938 | 2   | Nakazato Tsuneko              | Noriaibasha (乗合馬車)                                                     |
| 09  | 1939 | 1   | Handa Yoshiyuki               | Niwatori sōdō (鶏騒動)                                                     |
| 09  | 1939 | 1   | Hase Ken                      | Asakusa no kodomo (あさくさの子供)                                         |
| 010 | 1939 | 2   | Samukawa Kōtarō               | Mitsuryōsha (密猟者)                                                       |
| 011 | 1940 | 1   | Takagi Taku                   | (Uta to mon no tate (歌と門の盾)) Preis abgelehnt                          |
| 012 | 1940 | 2   | Sakurada Tsunehisa            | Hiraga Gennai (平賀源内)                                                   |
| 013 | 1941 | 1   | Tada Yūkei                    | Chōkō deruta (長江デルタ)                                                  |
| 014 | 1941 | 2   | Shibaki Yoshiko               | Seika no ichi (青果の市)                                                   |
| 015 | 1942 | 1   | nicht vergeben                | nicht vergeben                                                             |
| 016 | 1942 | 2   | Kuramitsu Toshio              | Renrakuin (連絡員)                                                         |
| 017 | 1943 | 1   | Ishizuka Kikuzō               | Tensoku no koro (纏足の頃)                                                 |
| 018 | 1943 | 2   | Tōnobe Kaoru                  | Washi (和紙)                                                               |
| 019 | 1944 | 1   | Yagi Yoshinori                | Ryūkanfū (劉廣福)                                                          |
| 019 | 1944 | 1   | Obi Jūzō                      | Tōhan (登攀)                                                               |
| 020 | 1944 | 2   | Shimizu Motoyoshi             | Karitachi (雁立)                                                           |
| 021 | 1949 | 1   | Kotani Tsuyoshi               | Kakushō (確証)                                                             |
| 021 | 1949 | 1   | Yuki Shigeko                  | Hon no hanashi (本の話)                                                    |
| 022 | 1949 | 2   | Inoue Yasushi                 | Tōgyū (闘牛)                                                               |
| 023 | 1950 | 1   | Tsuji Ryōichi                 | Ihōjin (異邦人)                                                            |
| 024 | 1950 | 2   | nicht vergeben                | nicht vergeben                                                             |
| 025 | 1951 | 1   | Abe Kōbō                      | Kabe S. karuma-shi no hanzai (壁S.カルマ氏の犯罪)                          |
| 025 | 1951 | 1   | Ishikawa Toshimitsu           | Haru no kusa (春の草)                                                      |
| 026 | 1951 | 2   | Hotta Yoshie                  | Hiroba no kodoku (広場の孤独)                                              |
| 027 | 1952 | 1   | nicht vergeben                | nicht vergeben                                                             |
| 028 | 1952 | 2   | Gomi Yasusuke                 | Sōshin (喪神)                                                              |
| 028 | 1952 | 2   | Matsumoto Seichō              | Aru „kokura nikki“ den (或る「小倉日記」伝)                                |
| 029 | 1953 | 1   | Yasuoka Shōtarō               | Warui nakama, inki na tanoshimi (悪い仲間・陰気な愉しみ)                   |
| 030 | 1953 | 2   | nicht vergeben                | nicht vergeben                                                             |
| 031 | 1954 | 1   | Yoshiyuki Junnosuke           | Shūu (驟雨) u. a.                                                          |
| 032 | 1954 | 2   | Kojima Nobuo                  | Amerikan sukūru (アメリカン・スクール)                                     |
| 032 | 1954 | 2   | Shōno Junzō                   | Pūrusaido shōkei (プールサイド小景)                                        |
| 033 | 1955 | 1   | Endō Shūsaku                  | Shiroi hito (白い人)                                                       |
| 034 | 1955 | 2   | Ishihara Shintarō             | Taiyō no kisetsu (太陽の季節)                                              |
| 035 | 1956 | 1   | Kondō Keitarō                 | Amabune (海人舟)                                                           |
| 036 | 1956 | 2   | nicht vergeben                | nicht vergeben                                                             |
| 037 | 1957 | 1   | Kikumura Itaru                | Iōjima (硫黄島)                                                            |
| 038 | 1957 | 2   | Kaikō Takeshi                 | Hadaka no ōsama (裸の王様)                                                 |
| 039 | 1958 | 1   | Ōe Kenzaburō                  | Shiiku (飼育)                                                              |
| 040 | 1958 | 2   | nicht vergeben                | nicht vergeben                                                             |
| 041 | 1959 | 1   | Shiba Shirō                   | Santō (山塔)                                                               |
| 042 | 1959 | 2   | nicht vergeben                | nicht vergeben                                                             |
| 043 | 1960 | 1   | Kita Morio                    | Yoru to kiri no sumi de (夜と霧の隅で)                                     |
| 044 | 1960 | 2   | Miura Tetsuo                  | Shinobukawa (忍ぶ川)                                                       |
| 045 | 1961 | 1   | nicht vergeben                | nicht vergeben                                                             |
| 046 | 1961 | 2   | Uno Kōichirō                  | Kujiragami (鯨神)                                                          |
| 047 | 1962 | 1   | Kawamura Akira                | Bitan no shuppatsu (美談の出発)                                            |
| 048 | 1962 | 2   | nicht vergeben                | nicht vergeben                                                             |
| 049 | 1963 | 1   | Goto Kiichi                   | Shōnen no hashi (少年の橋)                                                 |
| 049 | 1963 | 1   | Kōno Taeko                    | Kani (蟹)                                                                  |
| 050 | 1963 | 2   | Tanabe Seiko                  | Senchimentaru jānī (感傷旅行)                                              |
| 051 | 1964 | 1   | Shibata Shō                   | Saredo warega hibi (されどわれらが日々)                                    |
| 052 | 1964 | 2   | nicht vergeben                | nicht vergeben                                                             |
| 053 | 1965 | 1   | Tsumura Setsuko               | Gangu (玩具)                                                               |
| 054 | 1965 | 2   | Takai Yūichi                  | Kita no kawa (北の河)                                                      |
| 055 | 1966 | 1   | nicht vergeben                | nicht vergeben                                                             |
| 056 | 1966 | 2   | Maruyama Kenji                | Natsu no nagare (夏の流れ)                                                 |
| 057 | 1967 | 1   | Ōshiro Tatsuhiro              | Kakuteru pātī (カクテル・パーティー)                                       |
| 058 | 1967 | 2   | Kashiwabara Hyōzō             | Tokuyama Dōsuke no kikyō (徳山道助の帰郷)                                  |
| 059 | 1968 | 1   | Maruya Saiichi                | Toshi no nagori (年の残り)                                                 |
| 059 | 1968 | 1   | Ōba Minako                    | Sambiki no kani (三匹の蟹)                                                 |
| 060 | 1968 | 2   | nicht vergeben                | nicht vergeben                                                             |
| 061 | 1969 | 1   | Shōji Kaoru                   | Akazukin-chan ki o tsukete (赤頭巾ちゃん気をつけて)                        |
| 061 | 1969 | 1   | Takubo Hideo                  | Fukaikawa (深い河)                                                         |
| 062 | 1969 | 2   | Kiyooka Takayuki              | Akashiya no Dairen (アカシヤの大連)                                        |
| 063 | 1970 | 1   | Yoshida Tomoko                | Mumyōjōya (無明長夜)                                                       |
| 063 | 1970 | 1   | Furuyama Komao                | Pureō eito no yoake (プレオー8の夜明け)                                    |
| 064 | 1970 | 2   | Furui Yoshikichi              | Yōko (杳子 Yoko)                                                           |
| 065 | 1971 | 1   | nicht vergeben                | nicht vergeben                                                             |
| 066 | 1971 | 2   | Ri Kaisei                     | Kinuta o utsu onna (砧をうつ女)                                            |
| 066 | 1971 | 2   | Higashi Mineo                 | Okinawa no shōnen (オキナワの少年)                                         |
| 067 | 1972 | 1   | Hatayama Hiroshi              | Itsuka kiteki o narashite (いつか汽笛を鳴らして)                           |
| 067 | 1972 | 1   | Miyahara Akio                 | Dareka ga sawatta (誰かが触った)                                           |
| 068 | 1972 | 2   | Michiko Yamamoto              | Beti-san no niwa (ベティさんの庭)                                          |
| 068 | 1972 | 2   | Shizuko Gō                    | Rekuiemu (れくいえむ)                                                      |
| 069 | 1973 | 1   | Miki Taku                     | Hiwa (鶸)                                                                  |
| 070 | 1973 | 2   | Kuninobu Noro                 | Kusa no tsurugi (草のつるぎ)                                               |
| 070 | 1973 | 2   | Mori Atsushi                  | Gassan (月山)                                                              |
| 071 | 1974 | 1   | nicht vergeben                | nicht vergeben                                                             |
| 072 | 1974 | 2   | Hino Keizō                    | Ano yūhi (あの夕陽)                                                        |
| 072 | 1974 | 2   | Sakata Hiroo                  | Tsuchi no utsuwa (土の器)                                                  |
| 073 | 1975 | 1   | Hayashi Kyōko                 | Matsuri no ba (祭りの場)                                                   |
| 074 | 1975 | 2   | Nakagami Kenji                | Misaki (岬)                                                                |
| 074 | 1975 | 2   | Okamatsu Kazuo                | Shikanoshima (志賀島)                                                      |
| 075 | 1976 | 1   | Murakami Ryū                  | Kagirinaku tōmei ni chikai burū (限りなく透明に近いブルー)                 |
| 076 | 1976 | 2   | nicht vergeben                | nicht vergeben                                                             |
| 077 | 1977 | 1   | Mita Masahiro                 | Bokutte nani (僕って何)                                                    |
| 077 | 1977 | 1   | Ikeda Masuo                   | Ēgekai ni sasagu (エーゲ海に捧ぐ)                                          |
| 078 | 1977 | 2   | Miyamoto Teru                 | Hotarugawa (螢川)                                                          |
| 078 | 1977 | 2   | Taki Shūzō                    | Kaya no ki matsuri (榧の木祭り)                                            |
| 079 | 1978 | 1   | Takahashi Kiichirō            | Nobuyo (伸予)                                                              |
| 079 | 1978 | 1   | Takahashi Michitsuna          | Kugatsu no sora (九月の空)                                                 |
| 080 | 1978 | 2   | nicht vergeben                | nicht vergeben                                                             |
| 081 | 1979 | 1   | Shigekane Yoshiko             | Yamaai no kemuri (やまあいの煙)                                            |
| 081 | 1979 | 1   | Aono Sō                       | Gusha no yoru (愚者の夜)                                                   |
| 082 | 1979 | 2   | Mori Reiko                    | Mokkingubādo no iru machi (モッキングバードのいる町)                       |
| 083 | 1980 | 1   | nicht vergeben                | nicht vergeben                                                             |
| 084 | 1980 | 2   | Otsuji Katsuhiko              | Chichi ga kieta (父が消えた)                                               |
| 085 | 1981 | 1   | Yoshiyuki Rie                 | Chisana kifujin (小さな貴婦人)                                             |
| 086 | 1981 | 2   | nicht vergeben                | nicht vergeben                                                             |
| 087 | 1982 | 1   | nicht vergeben                | nicht vergeben                                                             |
| 088 | 1982 | 2   | Katō Yukiko                   | Yume no kabe (夢の壁)                                                      |
| 088 | 1982 | 2   | Kara Jūrō                     | Sagawa-kun kara no tegami (佐川君からの手紙)                               |
| 089 | 1983 | 1   | nicht vergeben                | nicht vergeben                                                             |
| 090 | 1983 | 2   | Kasahara Jun                  | Mokuji no sekai (杢二の世界)                                               |
| 090 | 1983 | 2   | Takagi Nobuko                 | Hikari idaku tomo yo (光抱く友よ)                                          |
| 091 | 1984 | 1   | nicht vergeben                | nicht vergeben                                                             |
| 092 | 1984 | 2   | Kizaki Satoko                 | Aogiri (青桐)                                                              |
| 093 | 1985 | 1   | nicht vergeben                | nicht vergeben                                                             |
| 094 | 1985 | 2   | Kometani Fumiko               | Sugikoshi no matsuri (過越しの祭)                                          |
| 095 | 1986 | 1   | nicht vergeben                | nicht vergeben                                                             |
| 096 | 1986 | 2   | nicht vergeben                | nicht vergeben                                                             |
| 097 | 1987 | 1   | Murata Kiyoko                 | Nabe no naka (鍋の中)                                                      |
| 098 | 1987 | 2   | Ikezawa Natsuki               | Sutiru raifu (スティル・ライフ)                                            |
| 098 | 1987 | 2   | Miura Kiyohiro                | Chōnan no shukke (長男の出家)                                              |
| 099 | 1988 | 1   | Arai Man                      | Tazunebito no jikan (尋ね人の時間)                                         |
| 100 | 1988 | 2   | Nagi Keishi                   | Daiyamondo dasuto (ダイヤモンドダスト)                                     |
| 100 | 1988 | 2   | Yanji I                       | Yuhi (由煕)                                                                |
| 101 | 1989 | 1   | nicht vergeben                | nicht vergeben                                                             |
| 102 | 1989 | 2   | Ōoka Akira                    | Hyōsō seikatsu (表層生活)                                                  |
| 102 | 1989 | 2   | Takizawa Mieko                | Nekobaba no iru machi de (ネコババのいる町で)                              |
| 103 | 1990 | 1   | Tsujihara Noboru              | Mura no namae (村の名前)                                                   |
| 104 | 1990 | 2   | Ogawa Yōko                    | Ninshin karendā (妊娠カレンダー)                                           |
| 105 | 1991 | 1   | Henmi Yō                      | Jidou kishō sōchi (自動起床装置)                                           |
| 105 | 1991 | 1   | Ogino Anna                    | Seoi mizu (背負い水)                                                       |
| 106 | 1991 | 2   | Matsumura Eiko                | Shikōseijo apatōn (至高聖所アパトーン)                                     |
| 107 | 1992 | 1   | Fujiwara Tomomi               | Untenshi (運転士)                                                          |
| 108 | 1992 | 2   | Tawada Yōko                   | Inumuko iri (犬婿入り)                                                     |
| 109 | 1993 | 1   | Yoshimeki Haruhiko            | Sekiryōkōya (寂寥郊野)                                                     |
| 110 | 1993 | 2   | Okuizumi Hikaru               | Ishi no raireki (石の来歴)                                                 |
| 111 | 1994 | 1   | Muroi Mitsuhiro               | Odorudeku (おどるでく)                                                     |
| 111 | 1994 | 1   | Shōno Yoriko                  | Taimu surippu konbināto (タイムスリップ・コンビナート)                     |
| 112 | 1994 | 2   | nicht vergeben                | nicht vergeben                                                             |
| 113 | 1995 | 1   | Hosaka Kazushi                | Kono hito no iki (この人の閾)                                              |
| 114 | 1995 | 2   | Matayoshi Eiki                | Buta no mukui (豚の報い)                                                   |
| 115 | 1996 | 1   | Kawakami Hiromi               | Hebi o fumu (蛇を踏む)                                                     |
| 116 | 1996 | 2   | Tsuji Hitonari                | Kaikyō no hikari (海峡の光)                                                |
| 116 | 1996 | 2   | Yū Miri                       | Kazoku shinema (家族シネマ)                                                |
| 117 | 1997 | 1   | Medoruma Shun                 | Suiteki (水滴)                                                             |
| 118 | 1997 | 2   | nicht vergeben                | nicht vergeben                                                             |
| 119 | 1998 | 1   | Hanamura Mangetsu             | Gerumaniumu no yoru (ゲルマニウムの夜)                                     |
| 119 | 1998 | 1   | Fujisawa Shū                  | Buenosu airesu gozen reiji (ブエノスアイレス午前零時)                      |
| 120 | 1998 | 2   | Hirano Keiichirō              | Nisshoku (日蝕)                                                            |
| 121 | 1999 | 1   | nicht vergeben                | nicht vergeben                                                             |
| 122 | 1999 | 2   | Gengetsu                      | Kage no sumika (蔭の棲みか)                                                |
| 122 | 1999 | 2   | Fujino Chiya                  | Natsu no yakusoku (夏の約束)                                               |
| 123 | 2000 | 1   | Machida Kō                    | Kiregire (きれぎれ)                                                        |
| 123 | 2000 | 1   | Matsuura Hisaki               | Hana kutashi (花腐し)                                                      |
| 124 | 2000 | 2   | Yūichi Seirai                 | Seisui (聖水)                                                              |
| 124 | 2000 | 2   | Horie Toshiyuki               | Kuma no shikiishi (熊の敷石)                                               |
| 125 | 2001 | 1   | Gen’yū Sōkyū                  | Chūin no hana (中陰の花)                                                   |
| 126 | 2001 | 2   | Nagashima Yū                  | Mōsupīdo de haha wa (猛スピードで母は)                                     |
| 127 | 2002 | 1   | Yoshida Shūichi               | Pāku raifu (パーク・ライフ)                                                |
| 128 | 2002 | 2   | Daidō Tamaki                  | Shoppai doraibu (しょっぱいドライブ)                                       |
| 129 | 2003 | 1   | Yoshimura Man’ichi            | Hariganemushi (ハリガネムシ)                                               |
| 130 | 2003 | 2   | Wataya Risa                   | Keritai senaka (蹴りたい背中)                                              |
| 130 | 2003 | 2   | Kanehara Hitomi               | Hebi ni piasu (蛇にピアス)                                                 |
| 131 | 2004 | 1   | Mobu Norio                    | Kaigo nyūmon (介護入門)                                                    |
| 132 | 2004 | 2   | Abe Kazushige                 | Gurando fināre (グランド・フィナーレ)                                      |
| 133 | 2005 | 1   | Nakamura Fuminori             | Tsuchi no naka no kodomo (土の中の子供)                                    |
| 134 | 2005 | 2   | Itoyama Akiko                 | Oki de matsu (沖で待つ)                                                    |
| 135 | 2006 | 1   | Itō Takami                    | Hachigatsu no rojō ni suteru (八月の路上に捨てる)                          |
| 136 | 2006 | 2   | Aoyama Nanae                  | Hitori biyori (ひとり日和)                                                 |
| 137 | 2007 | 1   | Suwa Tetsushi                 | Asatte no hito (アサッテの人)                                              |
| 138 | 2007 | 2   | Kawakami Mieko                | Chichi to Ran (乳と卵)                                                     |
| 139 | 2008 | 1   | Yang Yi                       | Toki ga nijimu asa (時が滲む朝)                                            |
| 140 | 2008 | 2   | Tsumura Kikuko                | Potosuraimu no fune (ポトスライムの舟)                                     |
| 141 | 2009 | 1   | Kenichirō Isozaki             | Tsui no sumika (終の住処)                                                  |
| 142 | 2009 | 2   | nicht vergeben                | nicht vergeben                                                             |
| 143 | 2010 | 1   | Akazome Akiko                 | Otome no mikkoku (乙女の密告)                                              |
| 144 | 2010 | 2   | Asabuki Mariko                | Kiko towa (きことわ)                                                       |
| 144 | 2010 | 2   | Nishimura Kenta               | Kueki ressha (苦役列車)                                                    |
| 145 | 2011 | 1   | nicht vergeben                | nicht vergeben                                                             |
| 146 | 2011 | 2   | Enjō Tō                       | Dōkeshi no chō (道化師の蝶)                                                |
| 146 | 2011 | 2   | Tanaka Shinya                 | Tomogui (共喰い)                                                           |
| 147 | 2012 | 1   | Kashimada Maki                | Meido meguri (冥土めぐり)                                                  |
| 148 | 2012 | 2   | Kuroda Natsuko                | ab sango (abさんご)                                                        |
| 149 | 2013 | 1   | Fujino Kaori                  | Tsume to me (爪と目)                                                       |
| 150 | 2013 | 2   | Oyamada Hiroko                | Ana (穴)                                                                   |
| 151 | 2014 | 1   | Shibasaki Tomoka              | Haru no niwa (春の庭)                                                      |
| 152 | 2014 | 2   | Ono Masatsugu                 | Kyūnen mae no inori (九年前の祈り)                                         |
| 153 | 2015 | 1   | Hada Keisuke                  | Sukurappu ando birudo (スクラップ・アンド・ビルド)                         |
| 153 | 2015 | 1   | Matayoshi Naoki               | Hibana (火花)                                                              |
| 154 | 2015 | 2   | Takiguchi Yūshō               | Shinde inai mono (死んでいない者)                                          |
| 154 | 2015 | 2   | Motoya Yukiko                 | Irui kon’intan (異類婚姻譚)                                                |
| 155 | 2016 | 1   | Murata Sayaka                 | Konbini ningen (コンビニ人間)                                              |
| 156 | 2016 | 2   | Yamashita Sumito              | Shinsekai (しんせかい)                                                     |
| 157 | 2017 | 1   | Numata Shinsuke               | Eiri (影裏)                                                                |
| 158 | 2017 | 2   | Wakatake Chisako              | Oraora de hitori igumo (おらおらでひとりいぐも)                            |
| 158 | 2017 | 2   | Ishii Yūka                    | Hyakunen doro (百年泥)                                                     |
| 159 | 2018 | 1   | Takahashi Hiroki              | Okuribi (送り火)                                                           |
| 160 | 2018 | 2   | Ueda Takahiro                 | Nimuroddo (ニムロッド)                                                     |
| 160 | 2018 | 2   | Machiya Ryōhei                | Ichi raundo ippun sanjūyonbyō (1R1分34秒)                                  |
| 161 | 2019 | 1   | Imamura Natsuko               | Murasaki no sukāto no onna (むらさきのスカートの女)                        |
| 162 | 2019 | 2   | Furukawa Makoto               | Seitaka-awadachisō (背高泡立草)                                            |
| 163 | 2020 | 1   | Tōno Haruka                   | Hakyoku (破局)                                                             |
| 163 | 2020 | 1   | Takayama Haneko               | Shuri no uma (首里の馬)                                                    |
| 164 | 2020 | 2   | Usami Rin                     | Oshi, moyu (推し、燃ゆ)                                                    |
| 165 | 2021 | 1   | Li Kotomi                     | Higanbana ga saku shima (彼岸花が咲く島)                                   |
| 165 | 2021 | 1   | Ishizawa Mai                  | Kai ni tsuzuku basho nite (貝に続く場所にて)                               |
| 166 | 2021 | 2   | Sunakawa Bunji                | Blackbox (ブラックボックス, Burakkubokkusu)                                |
| 167 | 2022 | 1   | Takase Junko                  | Oishii gohan ga taberaremasu yō ni (おいしいごはんが食べられますように)    |
| 168 | 2022 | 2   | Satō Atsushi                  | Arechi no kazoku (荒地の家族)                                              |
| 168 | 2022 | 2   | Idogawa Iko                   | Kono yo no yorokobi o (この世の喜びよ)                                     |
| 169 | 2023 | 1   | Ichikawa Saō                  | Hunchback (ハンチバック, Hanchibakku)                                      |
| 170 | 2023 | 2   | Kudan Rie                     | Tōkyō-to dōjōtō (東京都同情塔)                                             |
| 171 | 2024 | 1   | Matsunaga K Sanzō Asahina Aki | Bari sankō (バリ山行) Sanshōuo no shijūku nichi (サンショウウオの四十九日) |
| 172 | 2024 | 2   | Suzuki Yūi Andō Hose          | Gēte wa subete o itta (ゲーテはすべてを言った) Ditopia (DTOPIA)            |
| 173 | 2025 | 1   | nicht vergeben                | nicht vergeben                                                             |

## Belege
1. ↑  Akutagawa, Naoki literary awards go to Shibasaki, Kurokawa. In: The Japan Times, 17. Juli 2014. (englisch)
2. ↑  Ono wins Akutagawa literary award; Nishi wins Naoki Prize. In: The Japan Times, 16. Januar 2015. (englisch)

Akutagawa-Preis |
Bunkamura Prix des Deux Magots |
Chūōkōron-Literaturpreis |
Chūōkōron Shinjin Shō |
Dazai-Osamu-Preis |
Edogawa-Rampo-Preis |
Frauenliteraturpreis |
Großer Preis der Buchhändler |
Großer Preis für japanische Literatur |
Gunzō-Nachwuchspreis |
Hagiwara-Sakutarō-Preis |
Hirabayashi-Taiko-Literaturpreis |
Hirosuke-Märchen-Preis |
Iketani-Shinzaburō-Preis |
Itō-Sei-Literaturpreis |
Izumi-Kyōka-Literaturpreis |
Kawabata-Yasunari-Literaturpreis |
Kikuchi-Kan-Preis |
Kiyama-Shōhei-Literaturpreis |
Literaturpreis für historische Erzählungen |
Literaturpreis Roter Vogel |
Maltese Falcon Award |
Mishima-Preis |
Murasaki-Shikibu-Literaturpreis |
Murō-Saisei-Lyrikpreis |
Nachwuchspreis des Ministers für Bildung, Kultur, Sport, Wissenschaft und Technologie |
Naoki-Preis |
Noma-Kinderliteraturpreis |
Noma-Literaturpreis |
Ōe-Kenzaburō-Preis |
Ogawa-Hideo-Preis |
Osamu-Tezuka-Kulturpreis |
Preis des Verbandes japanischer Kinderbuchautoren |
R-18-Literaturpreis von Frauen für Frauen |
Seiun-Preis |
Shimase-Preis für Liebesgeschichten |
Shinchō-Nachwuchspreis |
Shinran-Preis |
Shōsetsu-Subaru-Nachwuchspreis |
Takami-Jun-Preis |
Takiji-Yuriko-Preis |
Tamura-Toshiko-Preis |
Tanizaki-Jun’ichirō-Preis |
Tsukahara-Kenjirō-Literaturpreis |
Yokomizo-Seishi-Preis für Mystery & Horror |
Yomiuri-Literaturpreis |
Yoshikawa-Eiji-Literaturpreis für Nachwuchsautoren